# Suaeda ifniensis
Espèce
Suaeda ifniensis est une espèce d'arbustes de la famille des Amaranthaceae.

## Description
- Sous-arbrisseau ne dépassant pas 40 cm de haut[2].
- Feuilles sessiles, cylindriques charnues.

## Répartition
Suaeda ifniensis est originaire du Sud-Ouest du Maroc (le nom attribué à l'espèce dérive d'Ifni, actuellement dans la province de Souss-Massa-Drâa.
L'espèce est aussi présente sans les Îles Canaries (Lanzarote, Fuerteventura et Tenerife).
Elle est confinée aux zones côtières soumises aux embruns marins.

## Quelques vues de la plante

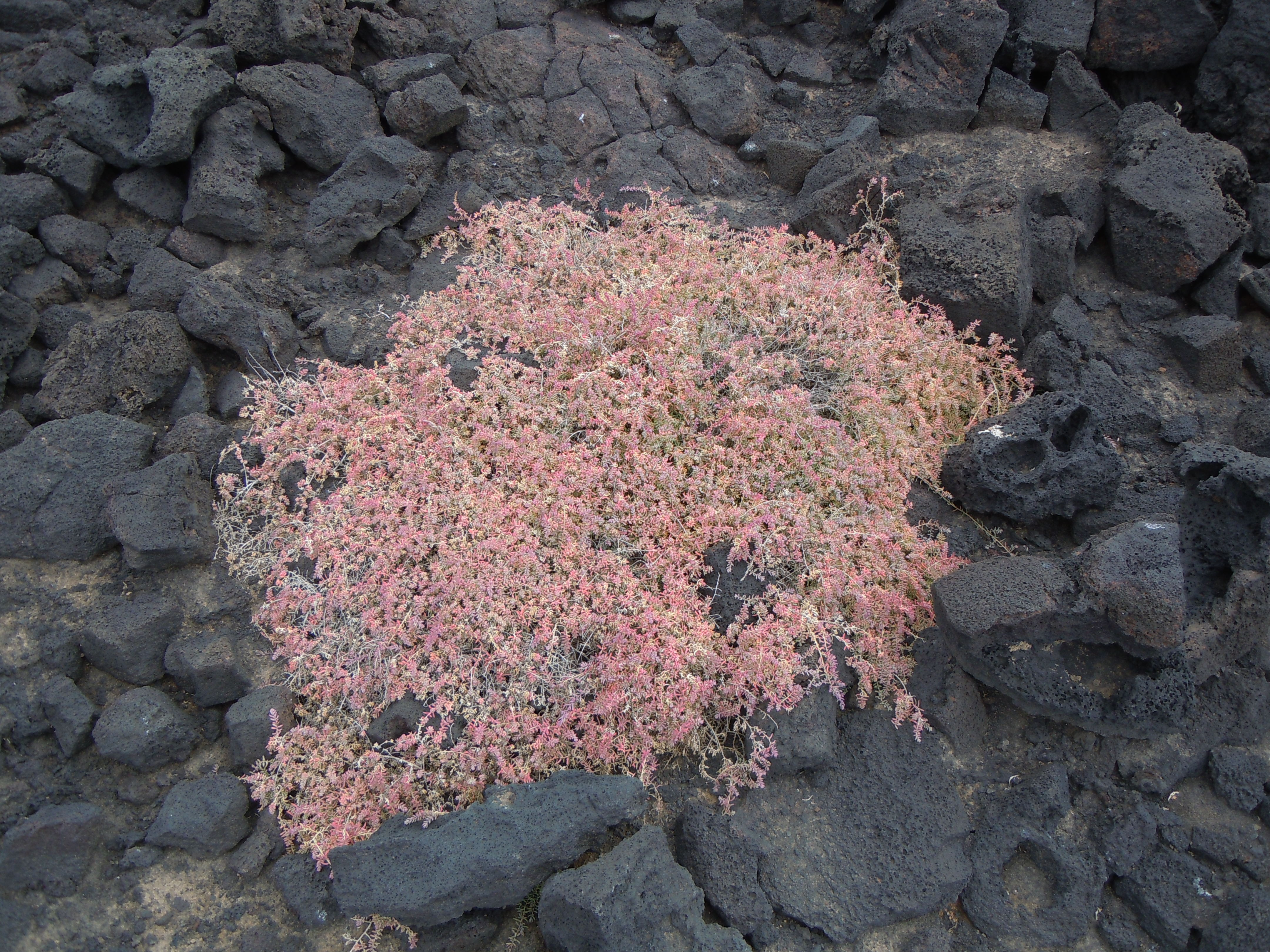
Suaeda ifniensis dans un champ de lave à Lanzarote
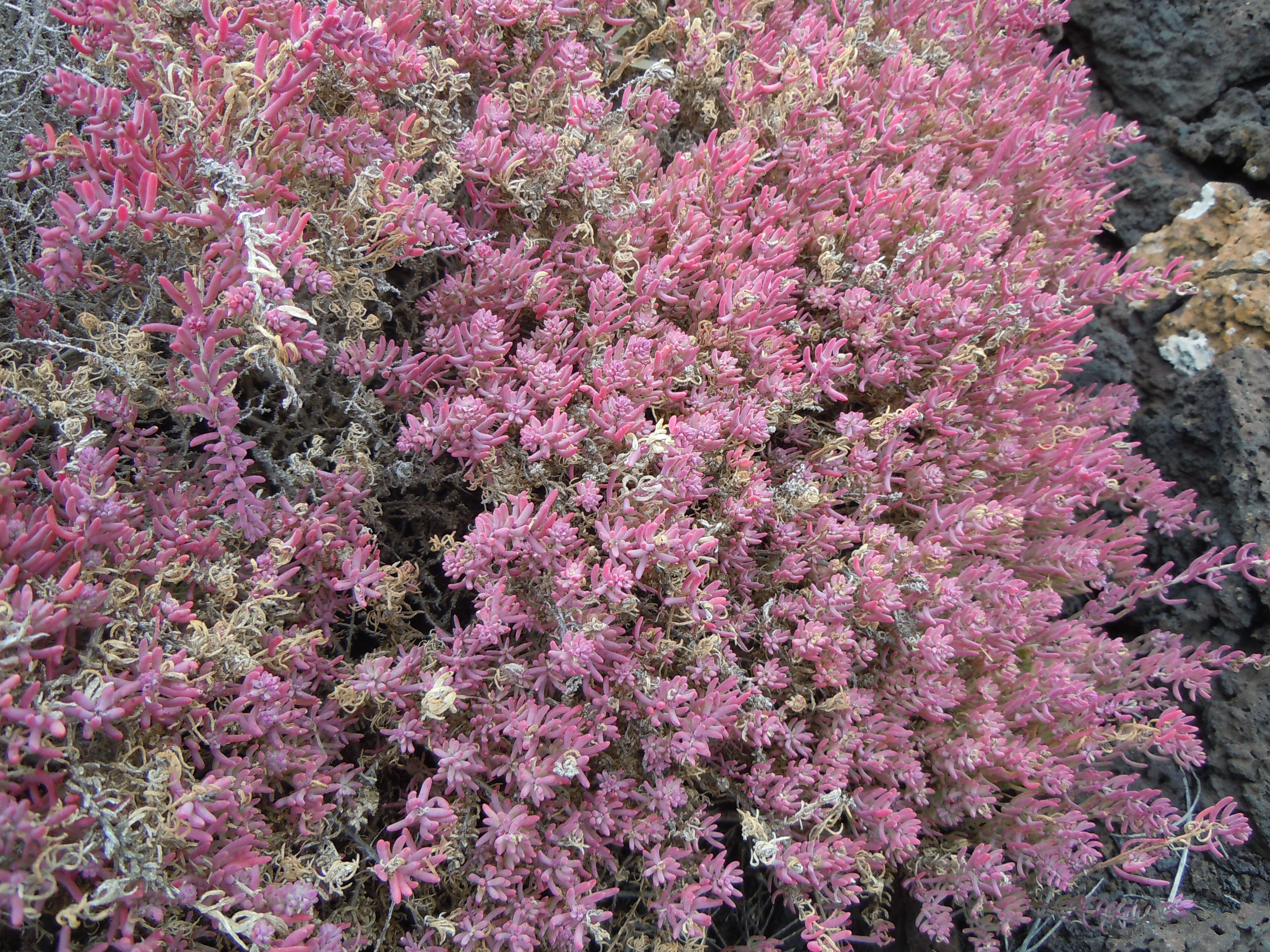
Le feuillage adopte un ton rosé.
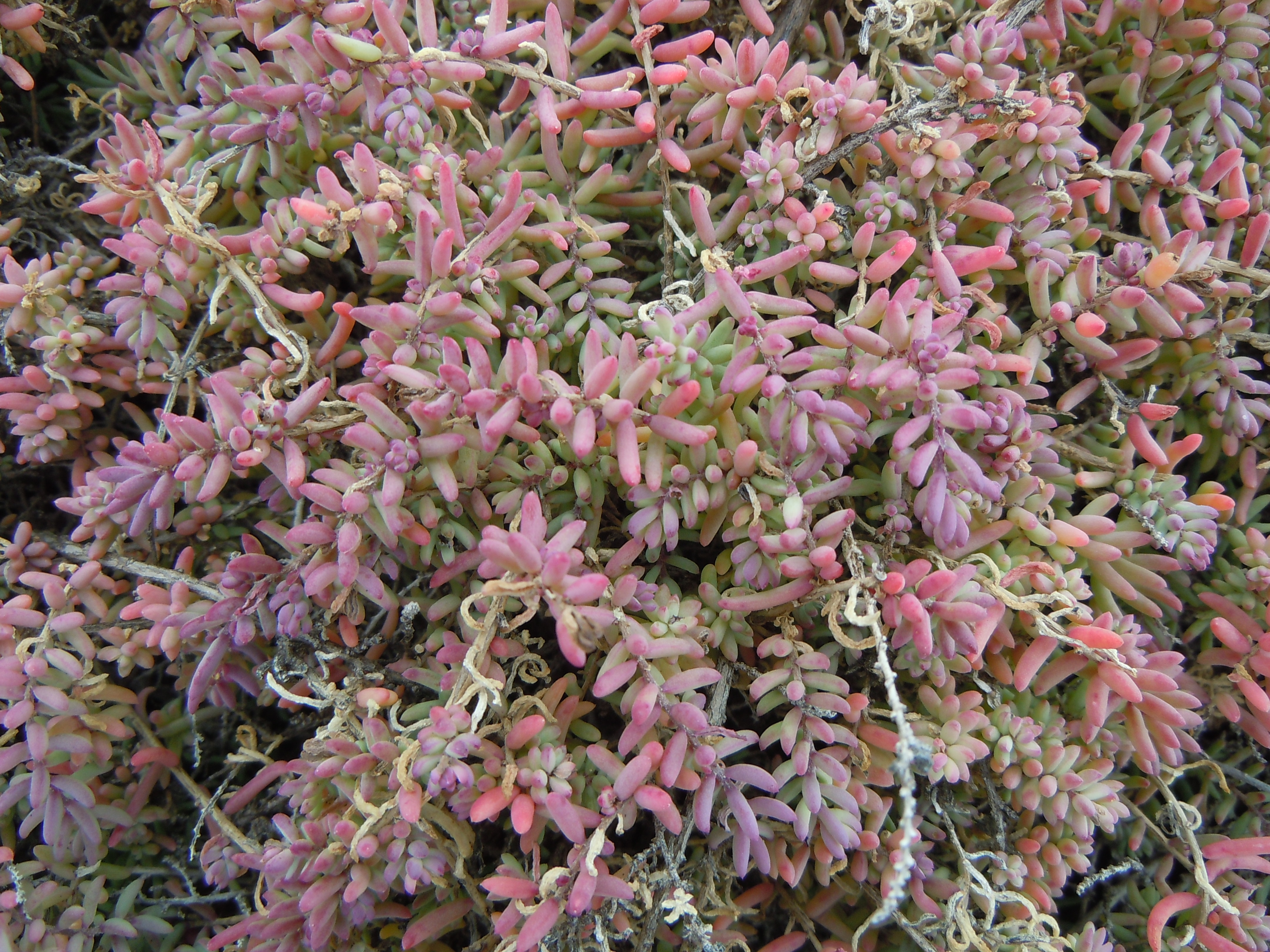
Vue des feuilles cylindriques roses.